# Wilaya d'El Meniaa
La wilaya d'El Meniaa est une wilaya algérienne créée en 2019 et officialisée en 2021, auparavant, une wilaya déléguée créée en 2015. Elle est située dans la Sahara algérien.

## Géographie
La wilaya d'El Meniaa est située dans le Sahara algérien, sa superficie est de 62 215 km2.
Elle est délimitée :
- au nord par la wilaya de Ghardaïa ;
- à l'est par la wilaya d'Ouargla ;
- à l'ouest par la wilaya d'El Bayadh et celle de Timimoun ;
- et au sud par la wilaya d'In Salah.

|                     | Ghardaïa           |         |
| El Bayadh, Timimoun | wilaya d'El Meniaa | Ouargla |
|                     | In Salah           |         |

## Histoire
La wilaya d'El Meniaa est créée le 26 novembre 2019. En 2021, le président Tebboune, officialise le nouveau découpage administratif.
Auparavant, elle était une wilaya déléguée, créée selon la loi no 15-140 du 27 mai 2015, portant création de circonscriptions administratives dans certaines wilayas et fixant les règles particulières qui leur sont liées, ainsi que la liste des communes qui sont rattachées à elle. Avant 2019, elle était rattachée à la wilaya de Ghardaïa.

## Organisation de la wilaya
Lors du découpage administratif de 2015, la wilaya déléguée d'El Meniaa est constituée de 3 communes et 2 daïras.
En 2019, la wilaya est constituée de trois communes :
- El Menia
- Hassi Fehal
- Hassi Gara.

### Liste des walis
| N° | Wali              | Début             | Fin               |
| -- | ----------------- | ----------------- | ----------------- |
| 1  | Boubekeur Lansari | 21 février 2021   | 14 septembre 2022 |
| 2  | Mokhtar Benmalek  | 14 septembre 2022 | en cours          |

### Daïras
La wilaya est composée d'une daïra (circonscription administrative), pour un total de trois communes :
- Daïra d'El Meniaa. Communes : El Menia, Hassi Gara, Hassi Fehal

## Démographie
Selon le recensement général de la population et de l'habitat de 2008, l'ensemble des communes de la wilaya d'El Meniaa comptait 57 276 habitants.